# Watertoren (Heerlen Heerlerbaan)
De watertoren aan de Heerlerbaan in Heerlen is een voormalige watertoren in Heerlen.
In 1908 werd het waterleidingbedrijf van Heerlen opgericht. Al snel bleek dat de waterdruk bij piekbelasting te laag werd. Om dit op te lossen werd aan de Heerlerbaan ten zuiden van het centrum deze watertoren gebouwd. De toren is ontworpen door Internationale Gewapendbeton Bouw uit Breda. Er werd gestart met bouwen op 8 maart 1915, precies zeven maanden later, op 8 oktober, was de toren gereed. De watertoren had een hoogte van 27 meter en heeft een waterreservoir van 600 m³. De toren is in 1976 tot het onderste gedeelte afgebroken. In de voet, die bleef staan, was een klein pompstation, een aanjager, ondergebracht dat dienst moest blijven doen.